# PADRIGU
PADRIGU är en förkortning för Peace And Development Research Institution Göteborg University, Institutionen för Freds- och utvecklingsforskning på Samhällsvetenskapliga fakulteten vid Göteborgs universitet. Är sedan 1991 en egen institution och numera en avdelning på School of Global Studies. Professorsposten innehas av Björn Hettne.